# هگزافلوئورید سلنیم
هگزافلوئورید سلنیم (به انگلیسی: Selenium hexafluoride) با فرمول شیمیایی SeF6 یک ترکیب شیمیایی با شناسه پاب‌کم 24558 است. که جرم مولی آن 192.9534 g/mol می‌باشد. شکل ظاهری این ترکیب، گاز بی‌رنگ است.